# Tasnády Fekete Mária
Tasnády Fekete Mária (más írásmóddal Tasnádi-Fekete Mária, Maria De Tasnady, Maria von Tasnady) (Lónyatelep, 1911. november 16. – München, 2001. március 16.) magyar színésznő, szépségkirálynő, Radványi Géza filmrendező felesége, ennélfogva Márai Sándor író sógornője.

## Élete
Alkalmasint az ősi tasnádi Fekete család leszármazottja, amely nemessége megújítását 1701-ben I. Lipóttól kapta.
1911-ben (vagy 1912-ben) Erdélyben, Hunyad megyében, a Lónyay-telepen született. Az első világháború után szüleivel a Miskolc melletti Ormospusztára kerültek, mivel édesapja, Tasnádi Fekete Aladár a helyi bányaüzem orvosa lett, és a család az ormosbányai orvosi rendelő épületében lakott. Gimnáziumi tanulmányait Budapesten kezdte el és Miskolcon érettségizett. A budapesti egyetemre mint ösztöndíjas hallgatót vették fel.

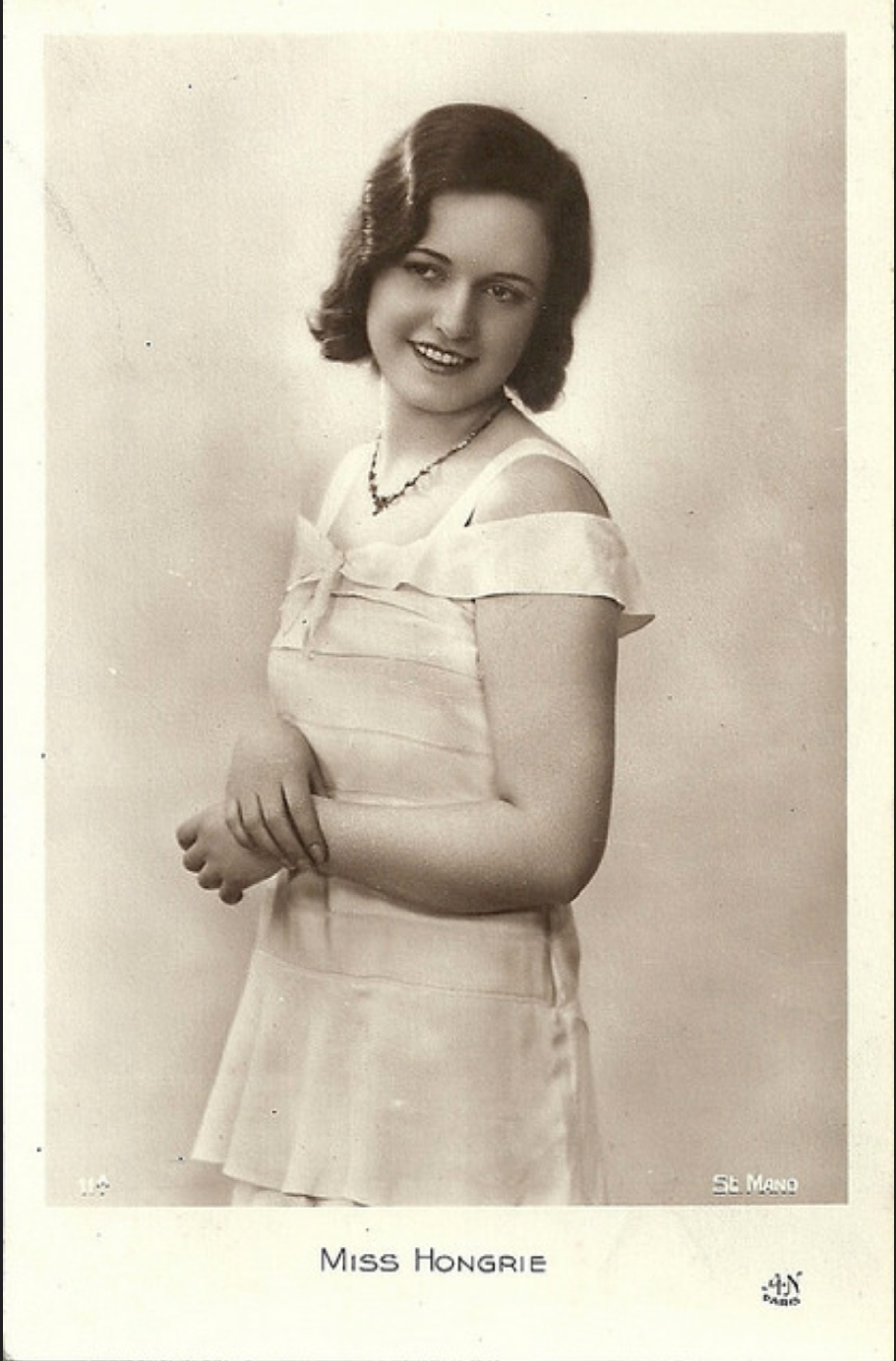
Miss Hungária 1931 – Tasnády Fekete Mária

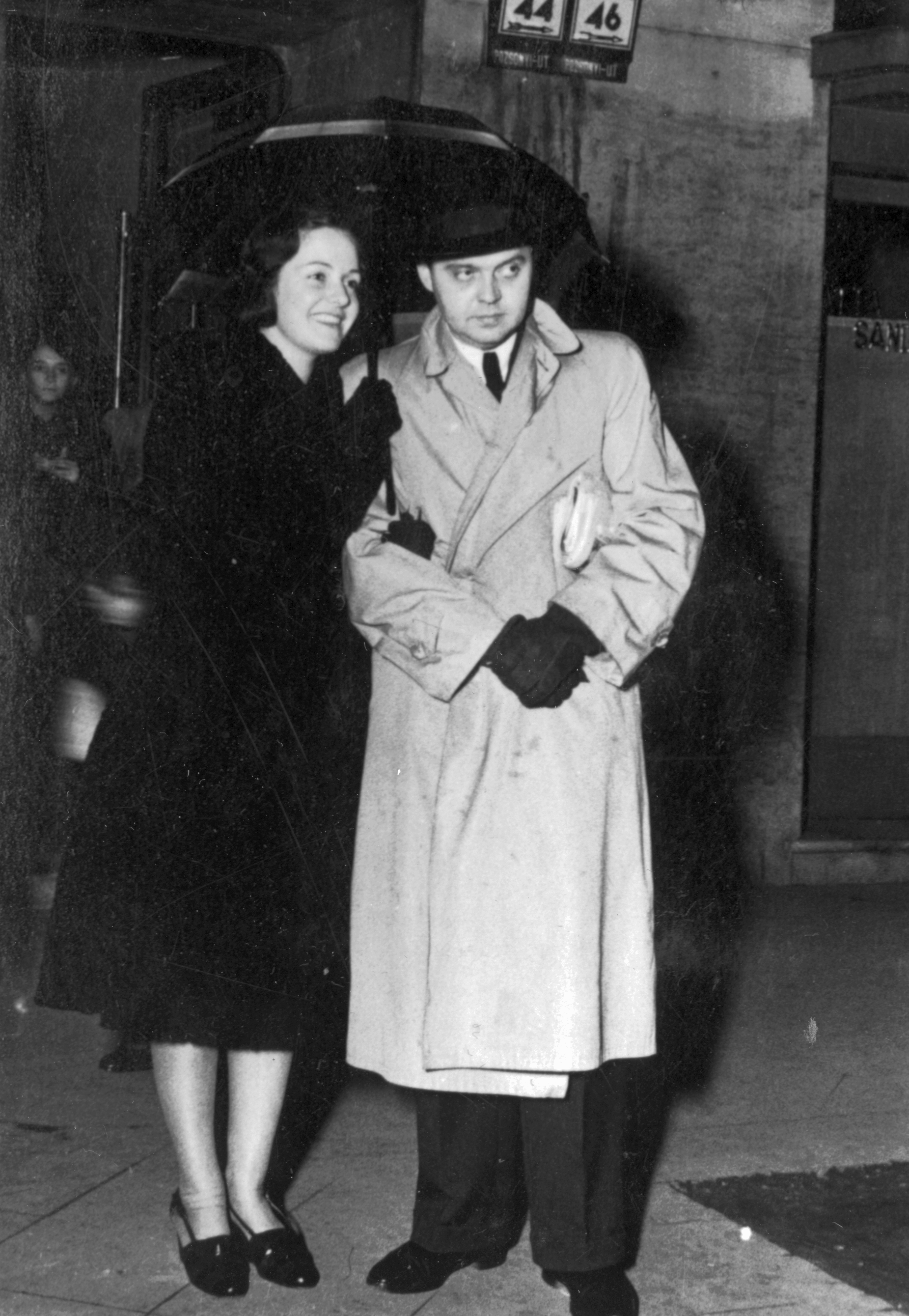
Második férjével, Radványi Géza filmrendezővel (1940)

Német–magyar szakos tanárnak készülő másodéves bölcsészhallgatóként egyetemi ösztöndíját akarta kiegészíteni, de első nyilatkozata szerint barátnője, Timbó Nelli festőművésznő hathatós rábeszélésére is, 1931-ben benevezett a Miss Hungária szépségversenyre. Csak az utolsó napon jelentkezett, de a versenyt mégis megnyerte. Az eseményt követően a Színházi Élet 1931/6. számának címlapfotóján az ő portréja szerepelt. Miskolcra történő hazaérkezéséről a korabeli filmhíradó is beszámolt. A győzelem mellé járt egy 150 négyszögöles balatoni telek a Siófoktól délnyugatra épülő, Balatonlidónak nevezett villatelepen, valamint részt vehetett a párizsi Miss Európa választáson, amelyen a tizenhat induló között döntős helyezést ért el és „A legszebb mosolyú hölgy” címet kapta a zsűritől.
A Miss Hungária szépségkirálynővé választása után abbahagyta egyetemi tanulmányait. Szerződési feltételeinek való megfelelés érdekében Berlinbe költözött a weimari Németországba, ahol 1932-ben debütált A fenség mulat (Durchlaucht amusiert sichben) címűben, majd számos német filmben szerepelt. Berlinben az Oldenburgi Staatstheaterben színésznőként és énekesként, később a berlini Schiller Színházban lépett fel.
1936-ban a hitleri Németországban az UFA filmstúdió egyszerre három magyar színésznőt is szerződtetett a következő évi filmjeihez, Rökk Marikát, Eggerth Mártát és Tasnády Fekete Máriát, aki a Színházi Élet szerint éppen akkor fejezte be első filmjének (Schlussakkord) felvételeit. Berlinben összeismerkedett egy magyar származású filmproducerrel, az akkor már ötvenen felüli Bruno Dudayval, aki szerepet kínált és házassági ajánlatot tett neki, amit ő elfogadott, amivel a férfi harmadik felesége lett. A házasságból született kislányuk Duday Anasztázia (Éva). Ezután találkozott Radványi Géza filmrendezővel, aki a férjétől megkérte a kezét, az „asszonykérést” a férj először csak egy vicces filmötletnek vélte.
Radványival 1937-ben házasodtak össze. Külföldön Maria von Tasnady néven vált ismertté. Élete első színházi szerepét a Magyar Színházban Székely Júlia IX. szimfónia című darabjában játszotta el. A házaspár 1939-ben hazaköltözött Magyarországra, ahol Tasnády filmrendező férjének több sikeres filmjében is szerepelt. Korának vezető magyar színészeivel játszhatott együtt: Jávor Pállal, Vaszary Pirivel, Páger Antallal, Gózon Gyulával, Csortos Gyulával, Tímár Józseffel és másokkal. Fényképei, a filmsztároknak járó ünnepléssel megjelentek nagy külföldi képeslapok címlapján is. Az 1940-es évek elején Radványi neorealista trilógiájának (Zárt tárgyalás, Európa nem válaszol, Egy asszony visszanéz) mindegyik filmjében főszerepet játszott. A Zárt tárgyalás és az Európa nem válaszol című film jól szerepelt az 1941-es Velencei Nemzetközi Filmfesztiválon, Radványi Géza és Tasnády Fekete Mária is Olaszországba szerződött. 1942-ben Jávor Pállal szerepelt a Fehér emberek (Inferno giallo) című olasz filmben, amelyet férje rendezett. 1941-ben ő volt az egyik főszereplője a magyar filmgyártás filmtechnikai szempontból fontos mérföldkövét jelentő első magyar színes filmnek, a kasszasikert arató A beszélő köntös című alkotásnak. Muhi Klára rendező így ír a művészházaspárról: „Tasnády mindig ugyanaz az »értelmiségi vamp« – ez kettejük művészi leleménye.”
Ebben az időszakban a fasiszta Olaszországban sok magyar filmszínész dolgozott, Jávor Pálon és Tasnádyn kívül Tabódy Klára, Simor Erzsi, Nagy Kató, Szeleczky Zita is. A férje által 1943-ban rendezett Fehér emberek itáliai forgatása során a Cinecittà filmstúdióban rendezett lukulluszi banketten mindkettőjük súlyos ételmérgezést kapott a felszolgált romlott kagylótól. Radványi Géza egy évig vakon élt, míg felesége szemhéj- és arcizommozgató idegeinek enyhe bénulása maradandó nyomokat hagyott. Az esetről semmilyen hiteles adat nem áll rendelkezésre, de a színésznő arcának egy része merevvé vált, ami további filmkarrierjét megnehezítette.
A második világháborút követően a Mozi újság 1946. évi 14. száma arról tudósított, hogy Tasnády Fekete Mária, filmszínésznő is elmegy Bécsbe filmezni, miközben férje egy film forgatókönyvén dolgozik, melynek címe „Valahol Európában”. Radványi 1947-ben a magyar film első,  háború utáni világsikerét alkotta meg, a Magyar Kommunista Párt által alapított Radványi Mafirt produkció által finanszírozott Valahol Európában című filmjével. Az elkészült film körül ideológiai viták robbantak ki, és sokan a férje ellen fordultak. A férjét ért támadások miatt, akit Magyarországon a rákosista sajtó hazaárulással és kozmopolitizmussal vádolt, 1948-ban mindketten Olaszországba távoztak. 1949-ben a film világsikere után férjét, Radványi Gézát Magyarországon Kossuth-díjjal tüntették ki. 1951-ben az emigrációja után, Olaszországban eljátszotta Maria von Tasnady néven Enrico Caruso anyját az Enrico Caruso: A legendás hang (Enrico Caruso, leggenda di una voce) című filmben.
Róma és Párizs után férjével kapcsolata elhidegült, akitől 1953-tól különváltan élt, bár hivatalosan nem váltak el, és férje később is támogatta. 1954-től Münchenben élt, ahol a Szabad Európa Rádió bemondójaként és hírolvasójaként dolgozott 21 éven át, és ki akart vándorolni Amerikába. 1957-ben kisebb szerepet kapott a német Die Prinzessin von St. Wolfgang című filmben. Ezt követően felhagyott a filmezéssel, s mint színésznőt elfeledték. Pusztaszeri László történész szerint, aki megírta élettörténetét, a színésznő láncdohányos volt, vélhetően bipoláris depresszióban szenvedett, időnként cél nélkül utazgatott, költekezett, majd bezárkózott. Ismert egy állambiztonsági ügynök rövid jelentése, amely 1958. július 15-én született Tasnády Fekete Máriáról. 90. születésnapját már nem érhette meg, 2001-ben egy müncheni idősek otthonában magányosan és szegényen hunyt el. 13 kilométerre Münchentől a planeggi temetőben síremlékén a felirat: Maria von Tasnady.

## Filmográfia
Tasnády Fekete Mária magyar, olasz, francia, német és spanyol filmekben is szerepelt, eredeti nyelven.

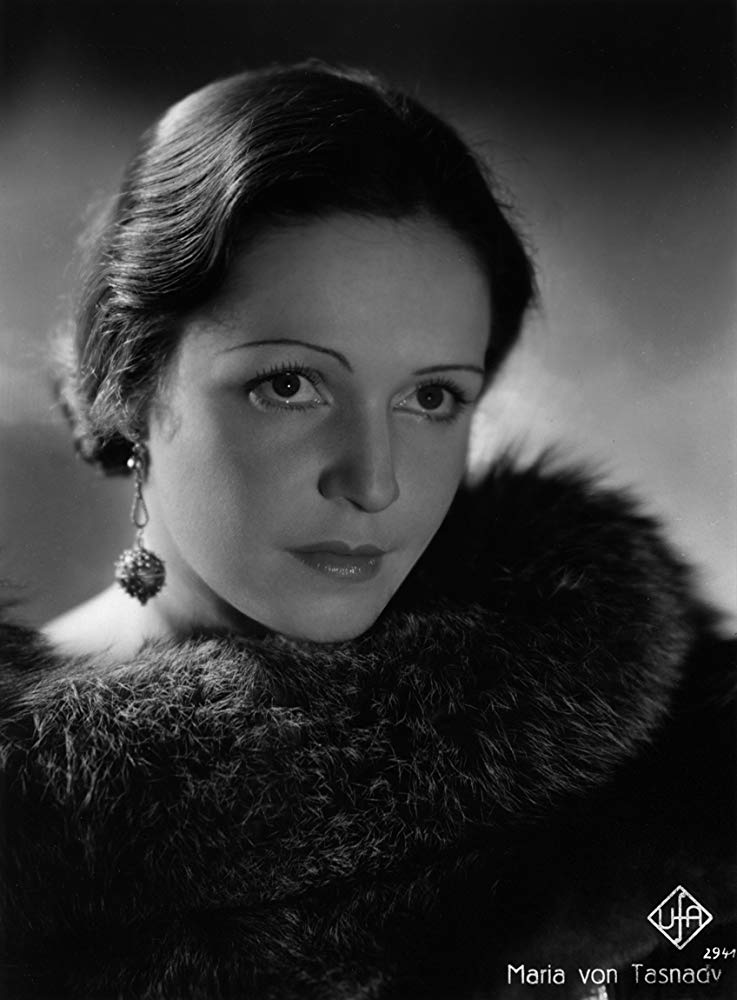
Maria von Tasnady a német filmek magyar származású sztárja, 1936, Universum Film (UFA)

- Német filmjei (Maria von Tasnady néven)
  - Durchlaucht amüsiert sich (1932) [61]
  - Wenn die Liebe Mode macht (1932)[62]
  - Schlussakkord (1935)[63]
  - Streit um den Knaben Jo (1936)
  - Menschen ohne Vaterland (1937)[64]
  - Frau Sylvelin (1938)[65]
  - Die Frau ohne Vergangenheit (1939)[66]
  - Das Abenteuer geht weiter (1939)[67]
  - Alarm (1941) – Sekretärin Vera Kaufmann[68]
  - André und Ursula (1955)
  - Ungarn in Flammen (1957) Dokumentarfilm – Sprecher[69][70]
  - Die Prinzessin von St. Wolfgang (1957)[71]
- Magyar flmjei 
  - Édes mostoha (1935) – Mária
  - 5 óra 40 (1939) – Marion
  - Két lány az uccán (1939) – Kártély Gyöngyi[72]
  - Zárt tárgyalás (1940) – Anna, a feleség
  - Erdélyi kastély (1940) – Erzsébet, a gróf felesége
  - Sarajevo (Ott, ahol a Dnyeszter vize zúg)[73](1940) – Pogány Éva
  - Egy asszony visszanéz (1941–1942) – Szánthóné, Székely Ágnes[74]
  - A beszélő köntös (1941) – Cinna, árva lány
  - Európa nem válaszol (1941)
  - II. Magyar kívánsághangverseny (1944)
- Olasz filmjei 
  - Bengazi (1942)[75]
  - L'usuraio (1943) [76][77]
  - Inferno giallo (1943)[78]
  - Enrico Caruso, leggenda di una voce (1951)
- Portréfilm
  - Színész és változó világ (portréfilmsorozat, kb. 1977-1981 között), rendező: Gábor Pál[15][79]